# Estación Juan B. de La Salle
Juan Bautista Baldomero de La Salle es una estación ferroviaria ubicada en la localidad de William C. Morris, Partido de Hurlingham, Provincia de Buenos Aires, Argentina.

## Servicios
La estación corresponde al Ferrocarril General Urquiza de la red ferroviaria argentina, en el ramal que conecta las terminales Federico Lacroze y General Lemos.

## Ubicación
Está emplazada en la intersección de las calles Paso Morales y Brigadier General San Martín, a metros del Hurling Club (uno de los clubes más importantes de Hurlingham).
Se encuentra sobre la Avenida Vergara al 5.200, ubicada a pocos metros del Camino del Buen Ayre y el Río Reconquista.